# 天使に支えられる聖フランチェスコ
『天使に支えられる聖フランチェスコ』（てんしにささえられるせいフランチェスコ、伊: San Francesco sorretto da un angelo
、西: San Francisco sostenido por un ángel、英: Saint Francis Supported by an Angel）、または『聖フランチェスコと天使』（せいフランチェスコとてんし、伊: San Francesco e l'angelo、英: Saint Francis and the Angel）、または『聖フランチェスコの聖痕』（せいフランチェスコのせいこん、英: The Stigmatization of Saint Francis ）は、17世紀イタリア・バロック期の画家オラツィオ・ジェンティレスキがキャンバス上に油彩で制作した絵画である。4点のヴァージョンが知られ、ボストン美術館の作品は1600年ごろ、ヒューストン美術館の作品は1600-1601年ごろ、マドリードのプラド美術館の作品は1607年ごろ、ローマのバルベリーニ宮国立古典絵画館の作品は1612-1613年ごろに描かれた。

## 作品
聖フランチェスコは1181年にアッシジに生まれた。もともと裕福な商人の息子であったが、財産の相続を放棄し、信仰の道に入った。1224年、彼は隠遁先のラ・ヴェルナ山で火のように輝くセラフィム (熾天使) 、あるいは十字架のイエス・キリストの幻視を見て、聖痕を受ける奇跡を経験し、イエス・キリストと同じ傷を持った。
「聖フランチェスコの法悦」の主題は、16世紀末から17世紀初頭にかけてのカトリックの対抗宗教改革期に盛んに取り上げられた。その先駆けとなったのがカラヴァッジョの『聖フランチェスコの法悦』 (1595-1596年、ワズワース・アテネウム美術館、ハートフォード) であった。カラヴァッジョの作品では、天使に支えられた聖フランチェスコは地面に仰向けの姿勢をとっており、ジェンティレスキの聖フランチェスコとは異なっている。しかし、セラフィムを画面から排し、劇的な光によってその存在を示唆する手法などはジェンティレスキと共通する。ジェンティレスキの『天使に支えられるキリスト』の着想源の1つがカラヴァッジョの作品であっても不思議ではない。
『天使に支えられる聖フランチェスコ』に見られる実体を持った人物像の表現、自然主義、劇的な明暗法は、ジェンティレスキが1600年以降に公開されたカラヴァッジョの作品と出会ったことを示している。ジェンティレスキはカラヴァッジョに大きな影響を受けたが、ヒューストン美術館のヴァージョンに登場する天使の服に見られる紫色、ピンク色、紅色、青緑色はジェンティレスキの作品に残留していたマニエリスムの要素を明らかにしている。鮮やかな赤色や黄色の衣服を纏った天使が登場するプラド美術館の作品も同様である。対して、プラド美術館の作品に様式的に近いバルベリーニ宮国立古典絵画館のヴァージョンでは、天使の衣服の色遣いや顔貌表現により自然主義的な関心の高まりが見られる。
ジェンティレスキは画面を照らす光以外の超現実主義的な要素を排除しているが、ボストン美術館の作品では聖フランチェスコの手の聖痕さえ描かれておらず、彼の法悦に焦点が当てられている。一方、プラド美術館とバルベリーニ宮国立古典絵画館の作品では聖フランチェスコの左手の聖痕が鑑賞者のほうに示されており、彼の「第二のキリスト」としての一面が強調されている。この聖人のしぐさから、両作品は観想や祈りを促す祈念画としての性格も併せ持っているといえる。

## 来歴
- ボストン美術館所蔵品：1960年代、ローマのアンティキタ・ディ・アルベロ・カストロ (Antichità Alberto di Castro) の所有。以降、いく人かの所有者を経て、2010年にボストン美術館が購入[3]。
- ヒューストン美術館所蔵品：1988年にチリの個人コレクションから売却。以降、いく人かの所有者を経て、2008年にヒューストン美術館が購入[4]。
- プラド美術館：スペイン王室のコレクションに由来[1][2] (絵画の委嘱者とスペイン到着以前の歴史については不明[2])。
- バルベリーニ宮国立古典絵画館：1612年に音楽家オラツィオ・グリッフィ (Orazio Griffi, 1566-1624年) が設立したローマのサン・ジロラモ・デッラ・カリタ教会 (San Girolamo della Carità) の小礼拝堂装飾用に制作された[5]。

## ギャラリー

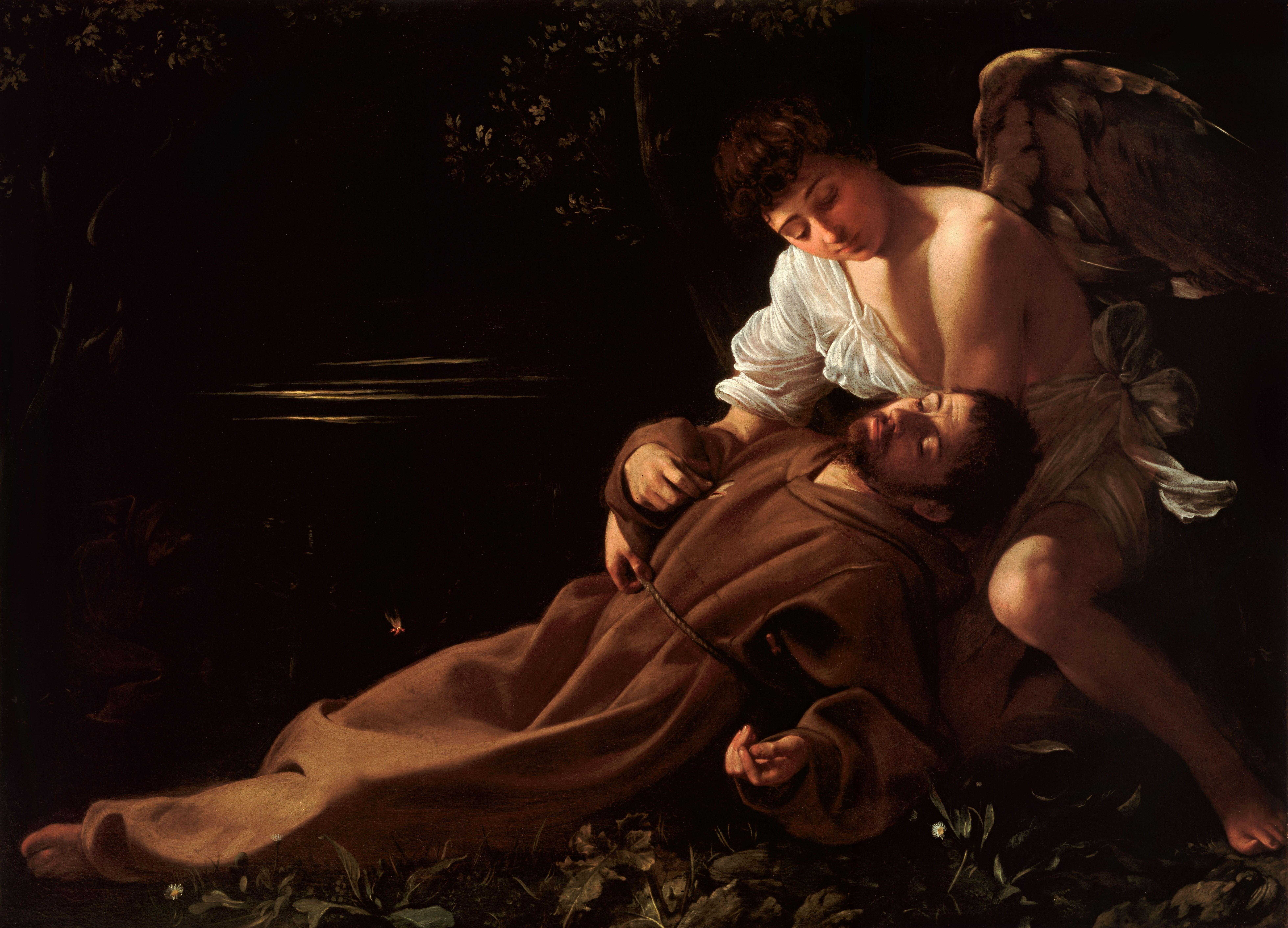
カラヴァッジョ『聖フランチェスコの法悦（英語版）』 1595-1596年ごろ、92.5. cm x 127.8 cm、ワズワース・アテネウム美術館、ハートフォード
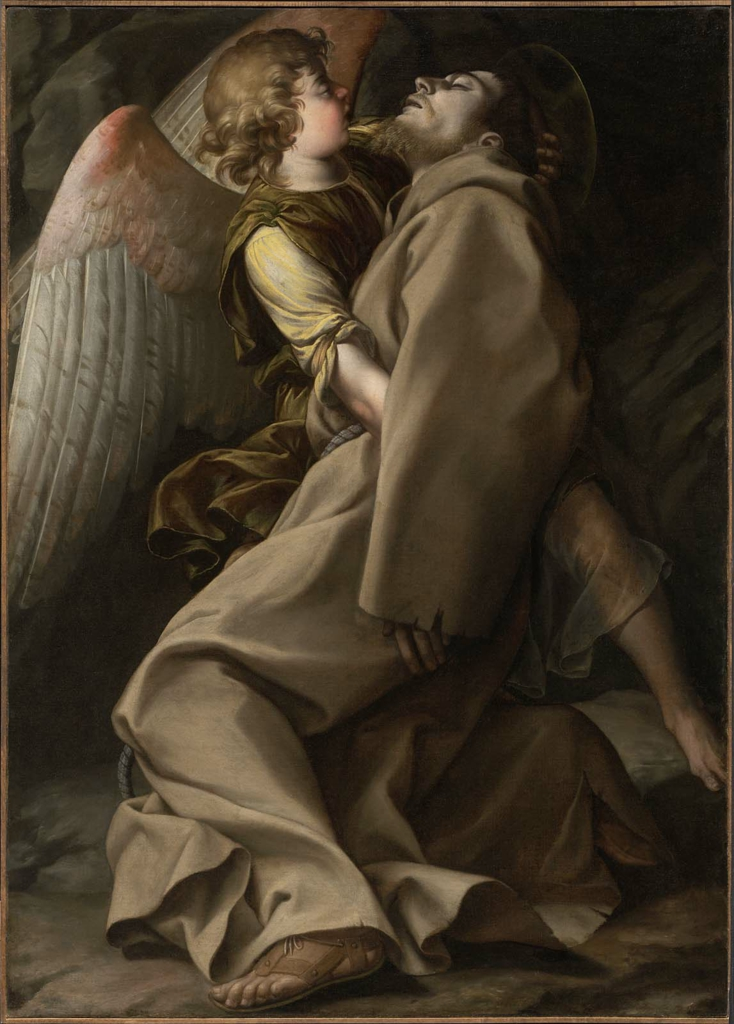
オラツィオ・ジェンティレスキ『天使に支えられる聖フランチェスコ』 1600年ごろ、139.1 cm x 101 cm、ボストン美術館
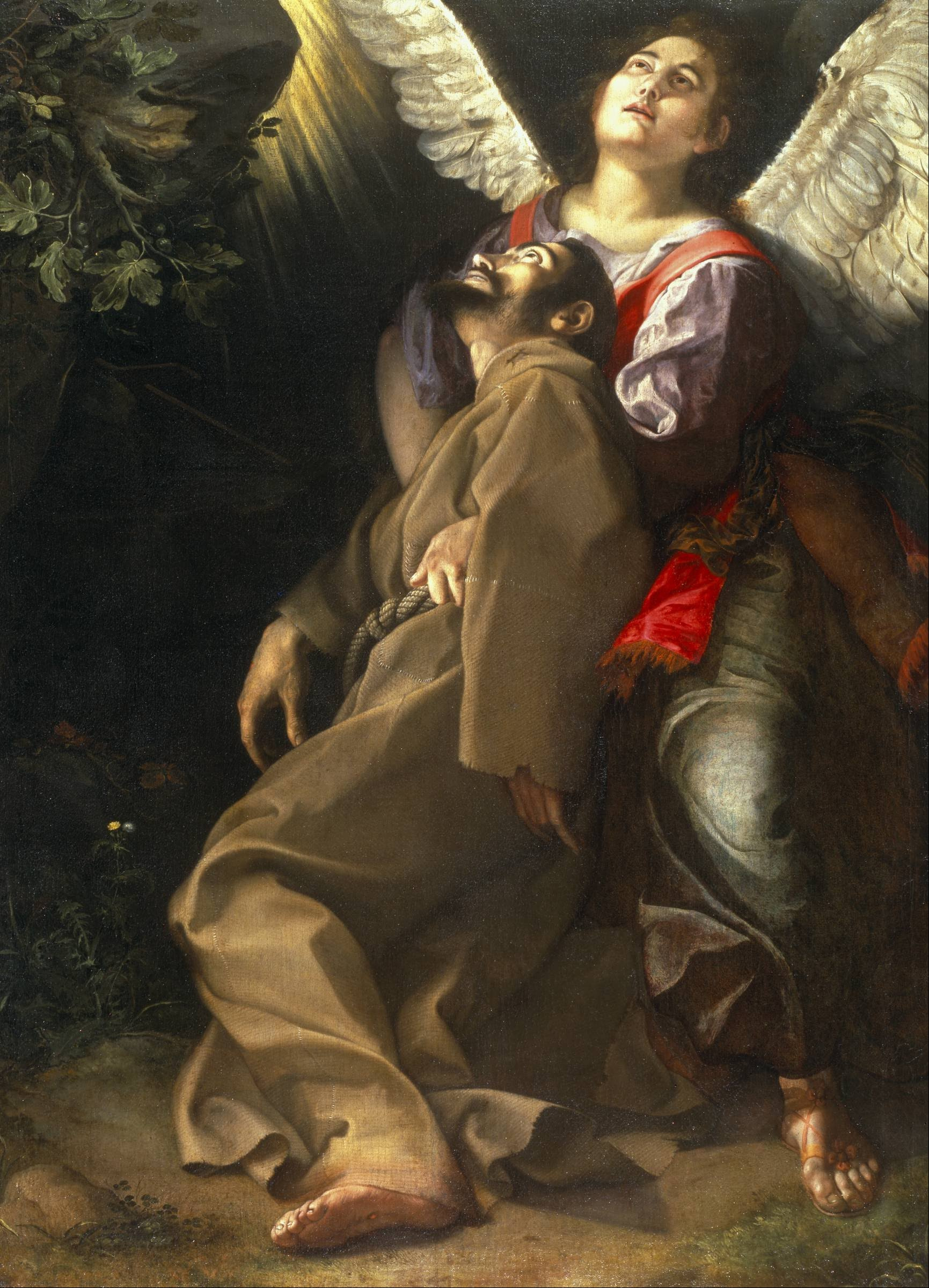
オラツィオ・ジェンティレスキ『聖フランチェスコの聖痕』 1600-1601年ごろ、165.1 cm x 116.1 cm、ヒューストン美術館